# Fetaljebrødre
Fetaljebrødre, vitaliebrødre eller viktualiebrødre var kapere fra nordtyske hansabyer, især Rostock og Wismar, oprindelig rekrutteret for at bringe fødevarer ("viktualier") til Albrecht af Mecklenburg, som i 1389 var belejret i Stockholm af dronning Margrethe 1.  De kaldtes også ligedelere, fordi de delte byttet indbyrdes.

## Baggrund
Da dronningens folk belejrede Stockholms slot, åbnede den mecklenburgske adel og byerne Rostock og Wismar i 1391 havnene for "hver den, som af egen vilje vil skade Danmarks rige."  En overenskomst mellem Margrethe og Albrecht i 1395 indebar at Albrecht blev løsladt, og Stockholm pantsat til hanseaterne. Dermed havde fetaljebrødrene mistet levebrødet, og greb i stedet til piratvirksomhed i Østersøen og Vesterhavet. I 1392 gik de til angreb på Lübeck, der var den eneste hansaby der gav sin støtte til Danmark.  I 1394 havde de erobret Malmø og Visby, og med Gotland og den finske kyst ved Åbo som base, plyndrede de danske og andre nordiske købstæder under kampråbet: "Guds venner og alles fjender!"  Men de angreb lige så gerne skibe tilhørende den oprindelige opdragsgiver, Hansaen. Den tyske orden under stormester Konrad von Jungingen fordrev dem fra Visby i 1398  og sikrede dermed østersøhandelen. Efter at fetaljebrødrene i slutningen af 1300-tallet var blevet fordrevet fra Gotland og Østersøområdet, skaffede de sig støtte fra høvdingerne i Øst-Frisland; lederen Klaus Størtebeker blev ovenikøbet gift med en datter af høvdingen Keno ten Brooke. 

## Bergen
Bergen blev flere gange plyndret af fetaljebrødrene, første gang 22. april 1393, midt i påsken, da de stævnede 900 mand stærke ind i byfjorden med 18 skibe, og gik i land på næsset Nordnes. Anført af "kaptajn Enis" og "kaptajn Mækinborg" gik de mod Bergens centrum, Vågsbunden, hvor de kom i kamp med bymænd og hærfolk fra fæstningen på Holmen. Ved franciskanerklosteret, omtrent hvor Bergens katedralskole ligger i dag, stødte de på en flok bymænd. I kampen faldt kaptajn Mecklenborg, og blev begravet på stedet, hvor han faldt. Den døde udstyret med en enorm Zweihändler (et tohåndssværd), fundet under restaureringen af Bergens domkirke 1880-83, kan have været kaptajn Mækinborg. "Ovenpaa Liget laa et Sværd...Under Liget laa et ca ½" tykt Lag af gulgraa Aske. Askelaget strakte sig ikke udenfor Ligets Dimensioner. Der fantes intet Spor af Træværk, Sten, Metal eller andet. Liget var nedlagt lige i den naturlige Grund, Sanden, paa Askelaget, og Sanden var fylt over igjen. Resterne af Ligets Længde vare 5' og 8"," noterede arkitekt Peter Blix. Historikeren Anders Bugge mente derimod at sværdtypen kan tidsfæstes til sidst i 1400-tallet. 
Bergen blev igen angrebet i 1428, 1429 og 1432. Det alvorligste overfald var i 1429, hvor der i første omgang kom 400 mænd på 7 kogger, ledet af Bartholomeus Voet. Ledingsflåden blev udkaldt (i øvrigt det sidste udkald i den norske ledings historie), men Voet fik 10 skibe fra Wismar som forstærkning, og lykkedes med at plyndre og nedbrænde byen. Både Bergens kongsgård og bispegården på Holmen nedbrændte. 

## Nederlaget
I 1401 klarede en flåde fra Hanseforbundet, anført af Simon af Utrecht, at nå Størtebekers flåde ud for Helgoland og slå denne i et slag 22. april. Ifølge enkelte historier var Størtebekers skib påført skade af en forræder, der havde hældt flydende bly på kæden, der holdt styreroret. Størtebeker og hans mandskab blev overmandet og ført til Hamburg, hvor de blev dømt til døden og halshugget 20. oktober. I Østersøen blussede sørøvervirksomheden op igen under krigen mellem Erik af Pommern og greverne i Holsten, og de mecklenburgske havne slap igen kaperne ind. Under kong Eriks ophold på Gotland i 1438/39 blev øen atter base for fetaljebrødre, frem til Erik var fordrevet. 